# Emmanuel Jarlegan
Emmanuel Jarlegan est un architecte français. Il est l’auteur de villas balnéaires et d'hôtels de La Baule au début du XXe siècle.

## Biographie
Emmanuel Jarlegan, architecte installé au Pouliguen, est l’auteur de nombreuses villas balnéaires de La Baule au début du XXe siècle. On lui doit en particulier les projets :
- la villa balnéaire Les Chardons (1914[1]) ;
- la villa balnéaire (1900[2]) ;
- la maison urbaine Marcel (en 1914[3]) ;
- les villas jumelles Pierrot et Colombine (1921[4]).

Emmanuel Jarlegan conçoit également vers 1910 une maison urbaine du Pouliguen, dans un style Art nouveau et néo-classique, ravalée en 1998 par l’architecte Alain Charles, ainsi que la villa Marcel en 1914.